# Palacio de Mohatta
El Palacio de Mohatta es museo y un palacio que se encuentra en Karachi, en Sindh, Pakistán. Fue construido por Shivratan Chandraratan Mohatta, un ambicioso hombre de negocios procedente de Marwar que la hizo su casa de verano en 1927. El arquitecto del palacio fue Agha Ahmed Hussain. Sin embargo, Mohatta pudo disfrutar de este edificio sólo dos décadas antes de la independencia de Pakistán, cuando se fue a la India. Él construyó el palacio en la tradición de los palacios de piedra, en Rajastán, con piedra Jodhpur rosada en combinación con la piedra de la zona amarilla de Gizri. La amalgama dio al palacio una presencia distintiva en un barrio elegante, que se caracteriza por la arquitectura mogol, que estaba ubicada no muy lejos del mar.